# Bílá Nisa
Die Bílá Nisa, auch Rýnovická Nisa bzw. Mšenská Nisa (deutsch Weiße Neiße, auch Reinowitzer Neiße bzw. Grünwalder Neiße) ist ein rechter Zufluss der Lausitzer Neiße in Tschechien.

## Verlauf
Die Bílá Nisa entspringt nördlich von Bedřichov (Friedrichswald) im Isergebirge im Moor Klikvová louka (Moosbeerheide) im Isergebirge. An ihrem in südöstliche Richtung führenden Oberlauf erstreckt sich das Dorf Bedřichov. Bei Malý Semerink wendet sich der Bach nach Süden, in seinem Tal liegen die Ortschaften Janov nad Nisou (Johannesberg), Velký Semerink (Groß-Semmering), Loučná nad Nisou (Lautschnei), Hraničná (Gränzendorf) und Vyšehrad. An ihrem Unterlauf bildet die Bílá Nisa die Grenze zwischen Mšeno nad Nisou (Grünwald an der Neiße) und Rýnovice (Reinowitz ). Nach neun Kilometern mündet die Weiße Neiße am westlichen Stadtrand von Jablonec nad Nisou hinter dem Krankenhaus in die Lausitzer Neiße.

## Zuflüsse
- Rábenka, auch Rovný potok (l), Velký Semerink

## Besonderheiten
Im Niederdorf von Bedřichov befindet sich an der Bílá Nisa eine Wasseraufbereitungsstation, zu der ein unterirdischer Kanal von der Talsperre Josefův Důl führt. Ein weiterer Stollen führt bei Loučná nad Nisou von der Bílá Nisa zur Talsperre Mšeno.